# В жёлтом круге арены
В жёлтом круге арены — шестой концертный альбом российской хеви-метал группы «Ария». Является записью концерта 14 апреля 2012 года в московском клубе Arena Moscow, состоит из DVD и 2 CD с аудиоверсией выступления группы. Выпущен лейблом «Никитин». Это первый концертный релиз группы с Михаилом Житняковым в качестве вокалиста. В качестве названия альбома была выбрана строчка из песни «Колизей».

## История создания
31 октября 2012 года на официальном сайте группы появилось сообщение о том, что в конце ноября будет выпущен новый концертный релиз под названием «В жёлтом круге арены», являющийся записью концерта «Арии» в клубе Arena Moscow 14 апреля 2012 года.

 За последние 10 лет мы выпустили три полноформатных концертных видео. Все они были записаны во Дворце спорта Лужники с использованием большого количества спецэффектов, видеопроекций, сценических декораций и даже со специальными костюмами! Это были по истине уникальные шоу, которые мы не могли повторить ни в одном из городов, где проходили наши концерты. На этот раз мы решили пойти по другому пути. Во-первых, мы сняли видео-концерт хотя и в большом, но всё же клубе ARENA MOSCOW. И, во-вторых, мы отказались от многих спецэффектов и видеоинсталляций для того, чтобы этот концерт был максимально похож на те шоу, которые мы играем во всех других городах. В результате, на мой взгляд, получился самый живой концерт Арии — только мы и наши фэны! Любой посмотревший это видео сможет сказать, что он побывал на концерте Арии! — Виталий Дубинин, бас-гитарист группы «Ария»,
В рамках этого концерта состоялся дебют Михаила Житнякова в качестве вокалиста группы.
21 ноября по случаю выхода концертного альбома в магазине Pop-music была проведена автограф-сессия.
Спустя более 12 лет, 20 февраля 2025 года в аудио- и видеоверсиях был представлен схожий по концепции концертный альбом коллектива «Это рок», записанный 17 и 18 октября 2024 года в петербургском клубе Jagger.

## Список композиций
Все тексты написаны Маргаритой Пушкиной, если не указано иное.
Диск 1
| №  | Название                | Текст песни   | Музыка                      | Длительность |
| -- | ----------------------- | ------------- | --------------------------- | ------------ |
| 1. | «Чёрный квадрат»        |               | Виталий Дубинин             | 6:48         |
| 2. | «Бои без правил»        |               | Дубинин                     | 6:50         |
| 3. | «Ночь короче дня»       |               | Дубинин, Владимир Холстинин | 7:39         |
| 4. | «Феникс»                |               | Дубинин                     | 6:45         |
| 5. | «Дальний свет»          | Игорь Лобанов | Холстинин                   | 4:41         |
| 6. | «Обман»                 |               | Холстинин, Дубинин          | 5:23         |
| 7. | «Чёрная легенда»        | Лобанов       | Холстинин                   | 8:33         |
| 8. | «История одного убийцы» |               | Дубинин                     | 6:34         |

Диск 2
| №   | Название           | Текст песни    | Музыка                 | Длительность |
| --- | ------------------ | -------------- | ---------------------- | ------------ |
| 1.  | «Колизей»          | Александр Елин | Холстинин              | 6:28         |
| 2.  | «Кровь за кровь»   |                | Дубинин, Холстинин     | 8:05         |
| 3.  | «Аттила»           |                | Сергей Попов           | 6:20         |
| 4.  | «Последний закат»  | Лобанов        | Холстинин              | 5:03         |
| 5.  | «Осколок льда»     |                | Дубинин                | 5:37         |
| 6.  | «Штиль»            |                | Дубинин                | 5:44         |
| 7.  | «Небо тебя найдёт» | Елин           | Холстинин              | 6:12         |
| 8.  | «Герой асфальта»   |                | Сергей Маврин, Дубинин | 5:11         |
| 9.  | «Улица роз»        |                | Дубинин                | 7:44         |
| 10. | «Дай жару»         |                | Дубинин, Холстинин     | 5:28         |

Песня «Беспечный ангел», также сыгранная на концерте, не вошла в альбом из-за проблем с авторским правом, однако 16 ноября видео с ней было выложено на видеохостинг YouTube.

## Состав группы
- Михаил Житняков — вокал;
- Владимир Холстинин — гитара;
- Сергей Попов — гитара;
- Виталий Дубинин — бас-гитара, бэк-вокал;
- Максим Удалов — барабаны.